# Rodrigo Roach
Rodrigo Roach, född 12 oktober 1972, är en friidrottare från Chile. Han deltog vid olympiska sommarspelen 2000.